# Josef Šídlo
Josef Šídlo (data de nascimento e morte desconhecidos) foi um ciclista olímpico tchecoslovaco. Representou sua nação em dois eventos nos Jogos Olímpicos de Verão de 1928.